# 渡邊佳明
渡邊 佳明（わたなべ よしあき、1997年1月8日 - ）は、神奈川県横浜市出身のプロ野球選手（内野手、外野手）。右投左打。東北楽天ゴールデンイーグルス所属。
祖父は横浜高等学校硬式野球部で監督を務めた渡辺元智。

## 来歴

### プロ入り前
実母は元智の次女で、元智が横浜高校の硬式野球部監督を務めていた時期に、野球部の寮母を務めていた。その関係で、幼少期から寮内で生活。横浜市立六浦南小学校2年時から軟式野球を始め、6年時には横浜ベイスターズジュニアに合格し、NPB12球団ジュニアトーナメントに出場した。横浜市立富岡中学校時代には、中本牧シニアでプレーをしていた。
中学校からの卒業を機に、横浜高校へ入学。中学生時代に当時硬式野球部の監督だった元智に入部を訴えたところ、「お前の（当時の）実力では（レギュラーの証である）ユニフォームを着られない」という言葉で突き放されたため、一般入試での合格を経て入部に漕ぎ着けた。もっとも、入部後は元智からの指導の下で、1年時の秋から一塁手としてレギュラーの座を確保。2年時夏の選手権神奈川大会に、同学年の淺間大基（3番）・髙濱祐仁（4番）とのクリーンアップで臨むと、準々決勝で松井裕樹を擁する桐光学園高校を破った。さらに、前年秋の神奈川県大会で敗れていた平塚学園高校にも決勝で雪辱したことによって、神奈川代表として第95回全国高等学校野球選手権大会に出場した。ただし実際には、右肘の疲労骨折を押しての出場だったため、3回戦で髙橋光成を擁する前橋育英高等学校に敗退。結局、同校はこの大会で優勝した。3年時には、春の第86回選抜高等学校野球大会に出場。八戸学院光星高校との初戦で2安打を打ったものの、チームの勝利につながらなかった。夏の選手権神奈川大会では、小笠原慎之介・吉田凌などを擁する東海大相模高校と準決勝で対戦。自身は3安打を打ったが、チームは3季連続の全国大会出場にあと一歩届かなかった。甲子園球場の全国大会には春夏通算で3試合に出場したが、打率.182（11打数2安打）、1打点と振るわず、卒業後は明治大学に進学した。2学年先輩には明治大学でもプレーする柳裕也、2学年後輩に後に楽天でもプレーする藤平尚真がいる。
明治大学では、1年時の春からベンチ入り。2年時には、正三塁手へ定着するとともに、チームの東京六大学野球リーグ戦春秋連覇に貢献した。2年の春季リーグ戦では、打率.289を記録するとともに、三塁手としてベストナインに選出。2年の秋には、リーグ戦で打率.359を記録した後に、第47回明治神宮野球大会でも打率.364でチームの優勝に貢献した。3年の秋季リーグでは、打率.364で2度目のベストナインを受賞。遊撃手に転向した4年時には、春秋ともベストナインへ選ばれるとともに、最後のシーズンだった秋季リーグ戦に打率.420で首位打者のタイトルを獲得した。在学中には、リーグ戦で通算90試合に出場。本塁打は出なかったものの、打率.314（303打数95安打）、33打点という成績を残した。野球部の2学年先輩に星知弥、佐野恵太、1学年先輩に齊藤大将がいる。
大学3年時には第41回日米大学野球と第29回ユニバーシアード、4年時には第42回日米大学野球と第29回ハーレムベースボールウィークに日本代表として出場した。このような実績を背景に、2018年のNPBドラフト会議では、松井が所属する東北楽天ゴールデンイーグルスから6巡目で指名。契約金3,000万円、年俸750万円（金額は推定）という条件で入団した。背番号は48で、楽天にはこの年から同姓の渡邊佑樹が在籍しているため、報道などでは「渡辺佳」という略称が用いられている。

### 楽天時代
2019年は一軍の春季キャンプに参加し、監督の平石洋介から「野手MVP」に選出。オープン戦からは試合への出場機会を増やすべく、大学時代まで実戦での経験がほとんどない外野の守備練習を始めた。公式戦の開幕こそ二軍で迎えたが、5月19日に一軍初昇格を果たすと同21日の対北海道日本ハムファイターズ戦、9回表に今江年晶への代走としてプロ初出場。5月23日の同カードでは「9番・三塁」でプロ初のスタメン出場、5回表の第2打席で杉浦稔大からプロ初安打を放った。6月5日の対読売ジャイアンツ戦では「7番・左翼」で初めて外野手としてスタメン出場し、第1打席で適時打を放ちプロ初打点を挙げると、第2打席と第3打席でもヒットを放ちプロ初の猛打賞を記録。6月19日の対阪神タイガース戦、同22日の対横浜DeNAベイスターズ戦では代打で適時打を記録するなど、交流戦では主に代打として活躍した。リーグ戦再開後も内外野を守れるユーティリティー性と勝負強いバッティングを武器に一軍に定着し、8月24日の対埼玉西武ライオンズ戦ではプロ初本塁打を放った。ルーキーイヤーは一軍で77試合に出場し、打率.225・1本塁打・26打点を記録。40試合で外野、30試合で三塁、3試合で二塁、1試合で遊撃を守り、得点圏では22安打で24打点・打率.393と持ち味を発揮した。シーズン終了後は二軍監督の三木肇が一軍監督へ就任したことに伴い、高校時代の定位置であった一塁の守備練習を三木の要望で開始した。契約更改では650万円増となる推定年俸1,400万円でサインし
2020年は開幕一軍入りを逃したが、二軍で打率.329と結果を残し、8月8日にシーズン初昇格。25試合に出場し、得点圏打率.429と勝負強さを見せたものの打率.237、特にスタメン出場時に思うような結果を残せず、9月28日に登録抹消。10月24日に再び出場選手登録をされたが、この年は35試合の出場で打率.235・0本塁打・12打点という成績に留まった。オフに250万円減となる推定年俸1,150万円で契約を更改した。
2021年は初めて開幕一軍入りを果たすも結果を残せず、4月22日に登録抹消。その後は長らく二軍調整が続いたが、8月にはイースタン・リーグの打率トップに躍り出るなど結果を残し、9月4日に一軍再昇格。9月25日の対オリックス・バファローズ戦、「8番・二塁」で再昇格後初となるスタメン出場を果たし2安打と結果を残すと、同29日・30日の対日本ハム戦でも複数安打をマーク。10月5日の対福岡ソフトバンクホークス戦ではシーズン第1号ホームランを含むプロ初の4安打を記録した。再昇格後は33試合の出場で打率.306を記録し、シーズン全体では45試合の出場で打率.273・1本塁打・7打点という成績を残した。オフに100万円増の推定年俸1,250万円で契約を更改した。
2022年も開幕を一軍で迎える、5月13日に登録抹消されるも5月24日に再び登録されてそこからはほとんどの期間で一軍に帯同した。プロ初の5番打者として起用されるなど、シーズンでは60試合の出場で打率.242・1本塁打・17打点を記録した。4月10日の対日本ハム戦（札幌ドーム）ではプロ初となる盗塁を記録した。二軍では.383の好打率を記録して、10月8日に行われたファーム日本選手権にも出場し、逆転タイムリーを含む5打数3安打2打点の活躍を見せMVPに選出された。オフには200万円増となる推定年俸1450万円で契約を更改した。
2023年は二軍で77試合に出場し、リーグの規定打席には47も不足していたものの、打率.372、出塁率.437の好記録を残していたことで、首位打者及び最高出塁率に認定された。一方、一軍では自己最少となる25試合の出場に留まり、打率.143・0本塁打・3打点と結果を残すことができなかった。オフに50万円減となる推定年俸1400万円で契約を更改した。

## 選手としての特徴
- バットコントロールに優れており、広角に打ち分ける技術誇る[40]。また、選球眼も良く三振が少ない[40]。さらに犠打などの小技も巧みであり、得点圏での勝負強さも魅力である[41]。大学3年時に日本代表に選ばれた際に、東北福祉大学の4年生だった楠本泰史からアドバイスを受けたことをきっかけにフォームを改善したところ、同年秋から打力が向上した[42]。
- 打席内では、状況に応じてタイミングの取り方や足の上げ方などを工夫し、徐々に合わせていく対応力や修正能力を持っている[41]。
- プロ入り前までは様々な全内野のポジションを熟しているが（本職は高校時代は一塁手、大学時代は三塁手、4年時には遊撃手）[40]、プロ入り後は内野の他にも外野のポジションにもついている[43]。
- 代打出場の際は打席前に眼の周りをほぐす独特なルーティンを行う[44]。これは打席でボールに反応しやすくするために行っており、中学時代から続けている[44]。

## エピソード
先述の通り、野球部の選手寮で長らく育ったため、歴代OBの涌井秀章や筒香嘉智などと顔見知りである（本人曰く「近所に住んでいる兄ちゃん的存在」）。涌井は2019年オフに金銭トレードで楽天に移籍したため、チームメイトとなった。
プロ1年目のオフには祖父にあやかって作られた初の個人グッズ「孫の手」が2019年11月24日から販売され、同28日の契約更改時点で完売間近と売れ行きも好調であった。

## 詳細情報

### 年度別打撃成績
| 年 度     | 球 団     | 試 合 | 打 席 | 打 数 | 得 点 | 安 打 | 二 塁 打 | 三 塁 打 | 本 塁 打 | 塁 打 | 打 点 | 盗 塁 | 盗 塁 死 | 犠 打 | 犠 飛 | 四 球 | 敬 遠 | 死 球 | 三 振 | 併 殺 打 | 打 率 | 出 塁 率 | 長 打 率 | O P S |
| --------- | --------- | ----- | ----- | ----- | ----- | ----- | -------- | -------- | -------- | ----- | ----- | ----- | -------- | ----- | ----- | ----- | ----- | ----- | ----- | -------- | ----- | -------- | -------- | ----- |
| 2019      | 楽天      | 77    | 245   | 218   | 15    | 49    | 8        | 1        | 1        | 62    | 26    | 0     | 0        | 11    | 1     | 14    | 1     | 1     | 40    | 5        | .225  | .274     | .284     | .558  |
| 2020      | 楽天      | 35    | 95    | 85    | 9     | 20    | 5        | 1        | 0        | 27    | 12    | 0     | 0        | 6     | 1     | 3     | 0     | 0     | 15    | 1        | .235  | .258     | .318     | .576  |
| 2021      | 楽天      | 45    | 113   | 99    | 12    | 27    | 2        | 0        | 1        | 32    | 7     | 0     | 1        | 2     | 0     | 11    | 0     | 1     | 19    | 3        | .273  | .351     | .323     | .675  |
| 2022      | 楽天      | 60    | 168   | 153   | 14    | 37    | 1        | 2        | 1        | 45    | 17    | 2     | 3        | 2     | 1     | 12    | 0     | 0     | 24    | 2        | .242  | .295     | .294     | .589  |
| 2023      | 楽天      | 25    | 57    | 49    | 3     | 7     | 0        | 0        | 0        | 7     | 3     | 0     | 0        | 3     | 0     | 5     | 0     | 0     | 7     | 3        | .143  | .222     | .143     | .365  |
| 2024      | 楽天      | 47    | 154   | 136   | 9     | 34    | 2        | 0        | 0        | 36    | 11    | 0     | 0        | 5     | 2     | 11    | 1     | 0     | 26    | 3        | .250  | .302     | .265     | .567  |
| 通算：6年 | 通算：6年 | 289   | 832   | 740   | 62    | 174   | 18       | 4        | 3        | 209   | 76    | 2     | 4        | 29    | 5     | 56    | 2     | 2     | 131   | 17       | .235  | .289     | .282     | .571  |

- 2024年度シーズン終了時

### 年度別守備成績
内野守備
| 年 度 | 球 団 | 一塁  | 一塁  | 一塁  | 一塁  | 一塁  | 一塁     | 二塁  | 二塁  | 二塁  | 二塁  | 二塁  | 二塁     | 三塁  | 三塁  | 三塁  | 三塁  | 三塁  | 三塁     | 遊撃  | 遊撃  | 遊撃  | 遊撃  | 遊撃  | 遊撃     |
| 年 度 | 球 団 | 試 合 | 刺 殺 | 補 殺 | 失 策 | 併 殺 | 守 備 率 | 試 合 | 刺 殺 | 補 殺 | 失 策 | 併 殺 | 守 備 率 | 試 合 | 刺 殺 | 補 殺 | 失 策 | 併 殺 | 守 備 率 | 試 合 | 刺 殺 | 補 殺 | 失 策 | 併 殺 | 守 備 率 |
| ----- | ----- | ----- | ----- | ----- | ----- | ----- | -------- | ----- | ----- | ----- | ----- | ----- | -------- | ----- | ----- | ----- | ----- | ----- | -------- | ----- | ----- | ----- | ----- | ----- | -------- |
| 2019  | 楽天  | -     | -     | -     | -     | -     | -        | 3     | 0     | 0     | 0     | 0     | ----     | 30    | 11    | 27    | 1     | 2     | .974     | 2     | 0     | 1     | 0     | 0     | 1.000    |
| 2020  | 楽天  | -     | -     | -     | -     | -     | -        | 10    | 16    | 23    | 1     | 5     | .975     | 10    | 2     | 13    | 1     | 1     | .938     | -     | -     | -     | -     | -     | -        |
| 2021  | 楽天  | -     | -     | -     | -     | -     | -        | 3     | 6     | 3     | 0     | 1     | 1.000    | 13    | 1     | 13    | 3     | 1     | .824     | -     | -     | -     | -     | -     | -        |
| 2022  | 楽天  | -     | -     | -     | -     | -     | -        | 18    | 30    | 39    | 1     | 7     | .986     | 20    | 16    | 32    | 1     | 4     | .980     | -     | -     | -     | -     | -     | -        |
| 2023  | 楽天  | 9     | 58    | 3     | 0     | 4     | 1.000    | 1     | 2     | 0     | 0     | 0     | 1.000    | -     | -     | -     | -     | -     | -        | -     | -     | -     | -     | -     | -        |
| 2024  | 楽天  | 17    | 116   | 12    | 0     | 8     | 1.000    | -     | -     | -     | -     | -     | -        | -     | -     | -     | -     | -     | -        | -     | -     | -     | -     | -     | -        |
| 通算  | 通算  | 26    | 174   | 15    | 0     | 2     | 1.000    | 35    | 54    | 65    | 2     | 13    | .983     | 73    | 30    | 85    | 6     | 8     | .950     | 2     | 0     | 1     | 0     | 0     | 1.000    |

外野守備
| 年 度 | 球 団 | 外野  | 外野  | 外野  | 外野  | 外野  | 外野     |
| 年 度 | 球 団 | 試 合 | 刺 殺 | 補 殺 | 失 策 | 併 殺 | 守 備 率 |
| ----- | ----- | ----- | ----- | ----- | ----- | ----- | -------- |
| 2019  | 楽天  | 40    | 50    | 2     | 1     | 0     | .981     |
| 2020  | 楽天  | 9     | 7     | 0     | 0     | 0     | 1.000    |
| 2021  | 楽天  | 23    | 38    | 2     | 0     | 0     | 1.000    |
| 2022  | 楽天  | 7     | 10    | 1     | 1     | 0     | .917     |
| 2023  | 楽天  | 4     | 4     | 0     | 0     | 0     | 1.000    |
| 2024  | 楽天  | 26    | 31    | 2     | 0     | 0     | 1.000    |
| 通算  | 通算  | 109   | 140   | 7     | 2     | 0     | .987     |

- 2024年度シーズン終了時

### 記録
初記録
- 初出場：2019年5月21日、対北海道日本ハムファイターズ10回戦（札幌ドーム）、9回表に今江年晶の代走で出場
- 初先発出場：2019年5月23日、対北海道日本ハムファイターズ12回戦（札幌ドーム）、9番・三塁手で先発出場
- 初打席：同上、2回表に杉浦稔大から右飛
- 初安打：同上、5回表に杉浦稔大から中前安打
- 初打点：2019年6月5日、対読売ジャイアンツ2回戦（楽天生命パーク宮城）、2回裏に田口麗斗から左前適時打
- 初本塁打： 2019年8月24日、対埼玉西武ライオンズ16回戦(メットライフドーム)、8回表に平井克典から右越3ラン
- 初盗塁：2022年4月10日、対北海道日本ハムファイターズ3回戦（札幌ドーム）、2回表に二盗（投手：上沢直之、捕手：宇佐見真吾）

### 背番号
- 48（2019年 - ）

### 登場曲
- 「僕が手を叩く方へ」乃木坂46